# مصالح ساختمانی (کتاب)
مصالح ساختمانی کتابی از حسن رحیمی (استاد بازنشستهٔ دانشگاه تهران) است که در سال ۱۳۸۵ منتشر و در مراسم کتاب سال جمهوری اسلامی ایران به‌عنوان کتاب برگزیده معرفی شد.